# Margravou
Marcel Gravouille, connu sous le pseudonyme de Margravou, est un écrivain français né le 12 juin 1902 à Sainte-Magnance (Yonne) et mort le 15 décembre 1959 à Douchy (Loiret).

## Biographie
Cordonnier dans le Morvan, il devient bottier de luxe à Paris.
Il est l'auteur de quatre romans ayant pour cadre la région de Vézelay, écrits dans une langue pittoresque nourrie d'expressions régionales : Guillou en 1936, La Vipère rouge en 1941, qui reçoit le Prix de la Nouvelle-France, Marie-la-Chaude en 1943 et Le Moulin des Alouettes en 1946.
Il meurt le 15 décembre 1959 à Douchy dans le département du Loiret à l'âge de 57 ans.